# Clovia latiuscula
Clovia latiuscula är en insektsart som beskrevs av Jacobi 1921. Clovia latiuscula ingår i släktet Clovia och familjen spottstritar. Inga underarter finns listade i Catalogue of Life.